# Christian Klandt

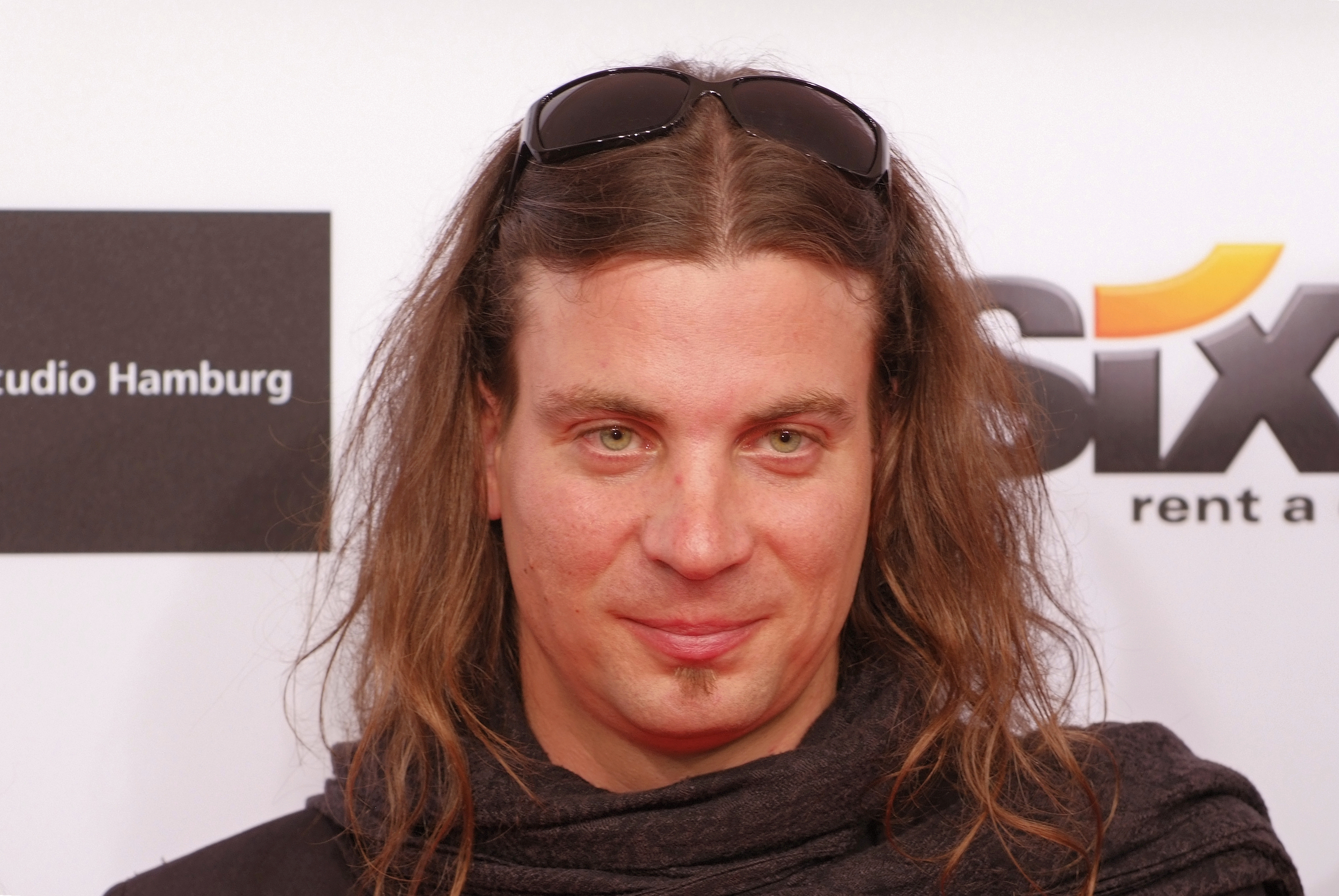
Christian Klandt als Nominierter beim Studio Hamburg Nachwuchspreis 2012

Christian Klandt (* 4. August 1978 in Frankfurt (Oder)) ist ein deutscher Regisseur und Drehbuchautor.

## Leben
Christian Klandt wuchs in der brandenburgischen Kleinstadt Beeskow im Landkreis Oder-Spree auf. Bereits als Grundschüler drehte er erste Kurzfilme auf Super 8 und Video 8. Initiiert von seinem Deutschlehrer Peter Pikos, entstand innerhalb einer Filmgruppe eine umfassende 15-jährige Chronik der Nachwendezeit über seine Heimatregion Beeskow und Umland.
Nach der Schule schloss Klandt zunächst den Studiengang Verkehrstechnik in Gotha/Thüringen ab. 2000 folgte der Umzug nach Berlin, wo er als Online-Community-Redakteur, später Chefredakteur bei einem Online-Pressedienst arbeitete. Es folgten Tätigkeiten als Producer-, Regie-, Kamera- und Produktionsassistenzen bei verschiedenen Film- und Fernsehproduktionen sowie beim Theater. Klandt ist Gründungsmitglied des Theaterdiscounters Berlin und inszenierte hier eigene Programme. Parallel arbeitete Klandt 6 Jahre als Programmer und Filmvorführer im Berliner Programmkino Filmrauschpalast.
Von 2004 bis 2012 studierte Klandt Film- und Fernsehregie an der Hochschule für Film und Fernsehen „Konrad Wolf“, heute Filmuniversität. Während des Studiums realisierte er zahlreiche, preisgekrönte Kurz- und Mittellang- sowie zwei Kinospielfilme. Zu Beginn entstand der Märchenfilm „Schausteins letzter Film“, den er zusammen mit allen 10 Studiengängen der Hochschule realisierte und der auf diversen inter/nationalen Festivals hohe Anerkennung fand (u. a. Hofer Filmtage, Around The World In 14 Films und den Großen Preis der Jury in Süd-Korea, Puchon International Fantastic Film Festival). Im zweiten Studienjahr realisierte er mit Unterstützung seines Professors und Mentors Rosa von Praunheim seinen ersten abendfüllenden Spielfilm Weltstadt. Der Film erzählt 2006 – nach einer wahren Begebenheit – die Geschichte zweier Jugendlicher, die in Klandts Heimatstadt Beeskow einen schlafenden Obdachlosen quälten und anzündeten.
Die demonstrative Gleichgültigkeit der Beeskower nach der Tat, ja, ihre verdruckste Zustimmung empörte Christian Klandt so sehr, dass er sich mutig zur filmischen Konfrontation auch mit der eigenen Kindheits- und Jugendheimat entschloss. Mitunter kommt der Film, für den Klandt sein fertiges Drehbuch wegschmiss, um die Alltagssprache gemeinsam mit seinen Schauspielern neu zusammenzusetzen, fast dokumentarisch daher: eine Sonde gesetzt in die Seelen einiger Leute, deren Langeweile, berufliche Aussichtslosigkeit und familiäre Enge in der Lust auf Gewalt kulminieren.
Sein Debüt feierte bei Kritikern national wie international große Erfolge. Er gewann zahlreiche Auszeichnungen und lief weltweit auf über 40 Filmfestivals. Er erhielt den „Zenith d’argents“ im Wettbewerb Montreal World Film Festival. Im April 2009 feierte German Films mit Unterstützung des Goethe-Instituts New York „KINO! at Thirty: New Cinema from Germany“ 30 Jahre Deutsches Kino. Zu diesem Jubiläum wurde Weltstadt nach New York ins Museum of Modern Art eingeladen.
Das New York Magazine titelte: „Klandt hat ein scharfes Auge fürs Detail […] er vermittelt überzeugend die Geisteshaltung einer wütenden, ziellosen deutschen Jugend“.
Das Terranova Magazine, Montréal, schrieb: „Christian Klandt dokumentiert einen anderen Aspekt einer kriminellen Realität. Er zeichnet ein genaues und bisher unbekanntes Portrait des heutigen Ostdeutschland und er zeigt uns, dass das Leben wertvoll ist und das Verbrechen grässlich. Sein erster Langfilm entpuppt sich als gelungene politisch scharfe Gesellschaftskritik und vor allem als ein Werk von großer künstlerischer Relevanz.“
X Verleih AG brachte Weltstadt am 5. November 2009 in die deutschen Kinos.
Klandt übernahm neben Regie und Drehbuch auch die Kamera bei zwei Dokumentarfilmprojekten: 2009 begannen die Dreharbeiten zu einer Langzeitdokumentation in Südamerika und auf der Osterinsel, die die erste Metalband der Welt porträtiert, die auf der Osterinsel ein Konzert spielt: Fahrenheit 212 aus Fürstenwalde (Brandenburg). Im selben Jahr begann sein Filmprojekt mit dem Berliner Obdachlosentheater Ratten07, das bis heute andauert.
Klandts zweiter Kinospielfilm Little Thirteen schockierte, polarisierte und berührte zugleich. Abermals nach einer wahren Begebenheit schildert der Film einen Lebensstil von sozialer und sexueller Verwahrlosung von Kindern und Jugendlichen in Deutschland, fernab von Verantwortlichkeit und Perspektive.
Der Film, produziert von X Filme Creative Pool GmbH in Zusammenarbeit mit Das kleine Fernsehspiel, feierte 2012 beim Filmfest München seine Uraufführung. Hauptdarstellerin Antonia Putiloff gewann den Darstellerpreis. Der Film wurde auf internationalen Festivals, wie Warschau, Tallinn Black Nights, und Sao Paulo ausgewertet und erhielt mehrere Nominierungen. Darunter: First Steps (No Fear), Studio Hamburg Nachwuchspreis (Beste Regie, Produktion), Filmfest München (Beste Regie, Buch, Produktion) und war in der Vorauswahl zum Deutschen Filmpreis.
Am 5. Juli 2012 brachte X Verleih AG den Film in die Kinos.
2015 erhielt Klandt das Grenzgänger-Stipendium der Robert-Bosch-Stiftung für sein internationales Kino-Drama Lilea Rosa (nach einer wahren Begebenheit, über illegalen Organhandel an Kindern und Jugendlichen in Moldawien).
Klandts dritter Kinofilm, das prominent besetzte Kammerspiel Leif in Concert - Vol.2, feierte seine Uraufführung am 29. Juni 2019 auf dem 37. Filmfest München und gewann den Förderpreis „Beste Produktion“ Neues Deutsches Kino. Eine filmische Hommage an die Kiezkultur. Er erzählt in kleinen Episoden, gerahmt durch einen Tag im Leben einer Kellnerin, aus dem Mikrokosmos einer Kellerkneipe. Der Kinostart war ursprünglich für April 2020 als Eröffnung des Berliner Independent-Festivals „Achtung Berlin“ geplant, musste jedoch aufgrund der Corona-Pandemie und des einhergehenden, bundesweiten Lockdowns verschoben werden: Am 16. Juli 2020 startet mit dem Verleih missingFILMs mit Leif in Concert - Vol.2 im Kino.
2018, 2019 und 2020 übernahm Klandt die Regie der 1., 2. und 3. Staffel der Jugendserie Wir sind Jetzt. Am 27. April 2019 wurde sie über TVNOW veröffentlicht und ab 20. Mai 2019 auf RTL II erstmals im Fernsehen ausgestrahlt. Für die 1. Staffel erhielt Christian Klandt 2020 den Bayerischen Fernsehpreis. "Wir sind jetzt" wurde in zwei Kategorien für den 22. Deutschen Fernsehpreis nominiert. "Beste Drama-Serie" sowie "Beste Schauspielerin" Lisa-Marie Koroll.
Christian Klandt lebt in Berlin und hat eine Tochter und einen Sohn.

## Auszeichnungen (Auswahl)
- 2008: „Jury's Choice Award“ (Jury-Preis) für „Schausteins letzter Film“ – Puchon Internationales Film Festival – Süd-Korea
- 2008: new berlin film award – „Bester Spielfilm“ für „Weltstadt“ – Achtung Berlin Filmfestival
- 2008: new berlin film award – „Bester Schnitt“ für „Weltstadt“ – Achtung Berlin Filmfestival
- 2008: „Zenith d’argents“ „Bester Erstlingsspielfilm“ für „Weltstadt“ – Montreal World Film Festival – Canada
- 2008: „Grand Calpurnia Award for Best Film“ (Bester Spielfilm) für „Weltstadt“ – Ourense Int. Film Festival – Spanien
- 2009: „Publikumspreis Bergamo Film Meeting“ (Third Award) für „Weltstadt“ – 27. Bergamo Film Meeting – Italien
- 2009: „Special Prize of the Jury of the European debut film“ (Spezialpreis der Jury für den Besten europäischen Debütfilm) für „Weltstadt“ – 49. Zlin Intern.Film Festival – Tschechien
- 2009: „Jugendkritikerpreis 16+“ für „Weltstadt“ – 3. Hachenburger Filmfest des Neuen Deutschen Films
- 2009/10: „Preis der Deutschen Filmkritik“ (VdFk), Nominierung Kategorie: Bestes Spielfilmdebüt für „Weltstadt“
- 2012: Darstellerpreis für „Little Thirteen“ „Beste(r) Nachwuchsdarsteller(in)“ Antonia Putiloff – 30. Int. Filmfest München sowie nominiert in den Kategorien „Bester Nachwuchsregisseur“, „Beste Nachwuchsproduzenten“, „Beste(r) Nachwuchsautor(in)“
- 2012: „Studio Hamburg Nachwuchspreis“, Nominiert in den Kategorien „Beste Regie“, „Beste Produktion“ für „Little Thirteen“
- 2012: „First Steps“ – Nominiert für den „No Fear Award“ – „Beste Produktion“ für „Little Thirteen“
- 2015: Grenzgänger-Stipendium der Robert-Bosch-Stiftung, für „LILEA ROSA“
- 2019: Förderpreis „Beste Produktion“ Neues Deutsches Kino – 37. Filmfest München, nominiert „Beste Regie, Bestes Drehbuch“ für „Leif in Concert - Vol.2“
- 2020: Deutscher Schauspielpreis Nominierung für Godehard Giese in der Kategorie „Starker Auftritt“ in „Leif in Concert - Vol.2“
- 2020: Bayerischer Fernsehpreis für Wir sind jetzt als beste Jugendserie (RTLzwei)
- 2021: Deutscher Fernsehpreis – Doppel-Nominierung: "Beste Drama-Serie" & "Beste Schauspielerin" Lisa-Marie Koroll für WIR SIND JETZT – Staffel 2
- 2024: „Fernseh-Biber“ für Sterben für Beginner – Biberacher Filmfestspiele

## Filmografie (Auswahl)
Kurzspielfilme
- 2005 „LETZTES GELEIT“ (Doku; Drehbuch, Regie)
- 2006 „Sinne und Sühne“ (Stummfilm; Drehbuch, Regie)
- 2006 „Dieses unterfrankierte Leben“ (Drehbuch, Regie)
- 2008 „Schausteins letzter Film“ (Märchen; Drehbuch, Regie)

Kino & TV
- 2007 „Heimatfilm“ (Fernsehfilm, Drehbuch, Regie)
- 2008 „WELTSTADT“ (Drehbuch, Regie)
- 2010 „Bundeskanzler Honecker“ (Fernsehfilm, Drehbuch, Regie)
- 2012 „Little Thirteen“ (Buch: Catrin Lüth, Regie)
- „100 Grad auf Rapa Nui“ (Langzeitdokumentarfilm, Drehbuch, Kamera, Regie)
- „Ratten“ (Langzeitdokumentarfilm, Drehbuch, Kamera, Regie)
- 2018 „Wir sind Jetzt“ (Fernsehserie, Staffel 1, Regie)
- 2019 „Wir sind Jetzt“ (Fernsehserie, Staffel 2, Regie)
- 2020 Leif in Concert – Vol.2 (Drehbuch, Regie)
- 2020 „Wir sind Jetzt“ (Fernsehserie, Staffel 3, Regie)
- 2020: Freak City (Kamera)
- 2023: Wir (Fernsehserie, Staffel 4, Regie)
- 2024: Sterben für Beginner (Fernsehfilm)

als Darsteller
- 2007: Sechs tote Studenten (Regie: Rosa von Praunheim)
- 2014 „Hitler und Jesus – Eine Liebesgeschichte“ (Regie: Rosa von Praunheim)